# Pandemia de COVID-19 en Timor Oriental
Se confirmó que la pandemia de COVID-19 había llegado a Timor Oriental el 21 de marzo de 2020 cuando se registró el primer caso sin saberse de dónde venía. 
Hasta el 30 de julio de 2021 se han confirmado 10.744 casos, de los cuales 26 han fallecido y 9848 recuperados.

## Fondo
En diciembre de 2019 se identificó un nuevo coronavirus que causó una enfermedad respiratoria en la ciudad de Wuhan, provincia de Hubei, China, y se informó a la Organización Mundial de la Salud (OMS) el 31 de diciembre de 2019, que confirmó su preocupación el 12 de enero de 2020. La OMS declaró el brote de una Emergencia de Salud Pública de Importancia Internacional el 30 de enero y una pandemia el 11 de marzo.
La tasa de letalidad de COVID-19 es mucho menor que la del SARS, una enfermedad relacionada que surgió en 2002, pero su transmisión ha sido significativamente mayor, lo que ha provocado un número total de muertes mucho mayor.

## Cronología

### Febrero 2020
El 10 de febrero, la entrada de no nacionales que habían visitado China en las últimas 4 semanas estaba restringida. Aquellos que habían visitado Hubei fueron prohibidos, mientras que aquellos que habían visitado otras áreas de China podrían entrar con un certificado médico válido.
El 21 de febrero, los estudiantes que habían estado estudiando en Wuhan llegaron a Timor Oriental después de un período de cuarentena en Nueva Zelanda.

### Marzo 2020
El 19 de marzo, Timor Oriental cerró sus fronteras con Indonesia como medida preventiva.
El 21 de marzo, Timor Oriental confirmó su primer caso de COVID-19. Se desconoce el lugar donde comenzó.
El 22 de marzo, las escuelas fueron suspendidas y la Iglesia Católica canceló la misa. Se declaró el estado de emergencia, y las reuniones públicas se limitaron a 5 personas, mientras que todas las llegadas internacionales se enfrentaron a una cuarentena obligatoria de 14 días. 

### Abril 2020
El 6 de abril, el Parlamento aprobó medidas urgentes para hacer frente a la pandemia.
El 9 de abril se confirmó un segundo caso: una persona que entró en el país a través de la frontera terrestre con Indonesia. El primer caso, que se confirmó el 21 de marzo, se ha recuperado.

### Mayo 2020
El 15 de mayo, Timor Oriental confirmó la recuperación de su último caso confirmado de COVID-19.
Hasta el 31 de mayo, el país no recibió ningún nuevo caso confirmado de COVID-19.

### Agosto 2020
El 4 de agosto, Timor Oriental confirmó un nuevo caso de COVID-19.

### Septiembre 2020
Hasta el 19 de septiembre, Timor Oriental tenía 27 casos en total, de los cuales 26 se habían recuperado.

### Octubre 2020
Hasta el 4 de octubre, Timor Oriental estaba libre de COVID-19 con todos los 28 casos totales recuperados del virus.
Hasta el 14 de octubre, hay 29 casos totales, con 1 caso activo y el resto recuperados del virus.
Hasta el 28 de octubre, hay 30 casos totales, con 1 caso activo y 29 se han recuperado.

### Noviembre 2020
Hasta el 11 de noviembre, había 30 casos en Timor Oriental, 1 caso activo y 29 se han recuperado.
Hasta el 15 de noviembre, había 30 casos en el país, todos ellos recuperados.

### Diciembre 2020
Hasta el 6 de diciembre, había 31 casos en Timor Oriental, 1 caso activo y 30 se han recuperado.
Hasta el 19 de diciembre, había 31 casos en Timor Oriental, 1 caso activo y 30 se han recuperado. 
Hasta el 21 de diciembre, había 31 casos en Timor Oriental, todos ellos curados y ningún caso activo. 
Hasta el 24 de diciembre, el número total de casos en Timor Oriental es de 41, incluidos 10 casos activos y 31 recuperados.
Hasta el 25 de diciembre, el número total de casos en Timor Oriental es de 41, incluidos 9 casos activos y 32 recuperados.